# Ван Унанян
Ван Унанян (арм. Վան Հունանյան; англ. Van Hunanyan; 10 апреля 1941, Ленинакан — 22 марта 2021, Ереван) — армянский художник.

## Биография
Ван Унанян родился в 1941 году в городе Ленинакан (ныне Гюмри). В 1958 году окончил художественную школу им. Меркурова в том же городе и поступил в ленинаканское отделение Ереванского государственного художественного училища им. П. Терлемезяна. В 1966-1971 годах учился на живописном факультете Ереванского художественного института.
С 1976 года член Союза художников Армении. Участвовал в республиканских всесоюзных выставках. Автор многих графических работ.
В 1987 году галерея Роя Мелса в Англии купила картину Ван Унаняна «Воспоминания». Некоторые работы художника находятся в Москве и Лос-Анджелесе. В 2001 году графическая работа Ван Унаняна "Нарекаци" выставлялась в Венгрии.
Работал художником в управлении «Армянская книга», в шахматной школе.
Его работы находятся в Национальной галерее Армении, Музее современного искусства г. Ереван, галереях Франции, Италии, Венгрии.
Скончался 22 марта 2021 года в г. Ереван от коронавирусной инфекции. 